# Astragalus eskishehiricus
Astragalus eskishehiricus är en ärtväxtart som beskrevs av Dieter Podlech. Astragalus eskishehiricus ingår i släktet vedlar, och familjen ärtväxter. Inga underarter finns listade i Catalogue of Life.